# Trigamozeucta radiciformis
Trigamozeucta radiciformis là một loài bướm đêm trong họ Crambidae.